# Persona (psykologi)
Persona är ett begrepp inom psykologin, som den schweiziske psykologen Carl Gustav Jung beskrev som den "roll" individer spelar i sociala sammanhang, alltså det beteende som de visar upp för omvärlden – "en sorts mask som är konstruerad dels för att göra ett intryck på andra, och dels för att dölja individens sanna natur". På latin var ordet också benämningen på respektive teatermasks utseende. De såg olika ut beroende på vilken karaktärsroll de skulle användas till. Exempelvis persona tragica eller persona comica. Det svenska ordet personlighet härstammar från det latinska persona.